# Francesco Antonio Marsilli
Francesco Antonio Marsilli (eingedeutscht Franz Anton Marsilli) (* 19. März 1804 in Rovereto; † 9. Juli 1863 ebenda) war ein Tiroler Autor und Politiker. Er gehörte der italienischsprachigen Minderheit in der Habsburgermonarchie an und setzte sich als Abgeordneter der Frankfurter Nationalversammlung für die Loslösung des italienischsprachigen Teil Tirols vom Deutschen Bund und den Anschluss an das Königreich Lombardo-Venetien ein.

## Leben
Marsilli war der Sohn eines Seidenfabrikanten und katholischer Konfession. Er studierte ab 1822 Rechtswissenschaften an der Universität Padua und der Universität Innsbruck. Bis 1841 arbeitete er als kaufmännischer Angestellter in der väterlichen Seidenfabrik in Rovereto. 1841 begann er dann noch ein Studium der Agrarwissenschaft an der Universität Florenz. Später wurde er Herausgeber des Giornale Agrario Trentino und Mitarbeiter der „Wiener Revue“ und des Messaggero Tirolese in Rovereto. Er war Verfasser belletristischer Schriften (u. a. La felicità coniugale e l’apologo del nibbio e della tortora, 1836).
1848 war er Magistratssekretär in Rovereto. Vom 23. Mai 1848 bis zum 30. Mai 1849 vertrat er den Wahlkreis Tirol und Vorarlberg (2. Rovereto, Riva) in der Frankfurter Nationalversammlung. Er blieb fraktionslos und stimmte mit der Linken. Er gehörte zu den Abgeordneten, die gegen die Wahl Friedrich Wilhelms IV. zum Kaiser der Deutschen stimmten.
Daneben war er Sekretär der Accademia Roveretana degli Agiati und der Handelskammer in Rovereto.